# Hennesey n Buddah
Hennesey n Buddah é uma canção do rapper estadunidense Snoop Dogg, lançada como segundo single de seu quarto álbum de estúdio Tha Last Meal. A canção foi escrita pelo próprio interprete, e produzida por Dr. Dre e Mike Elizondo.

## Faixas
| Vinil |                                  |             |         |  |
| N.º   | Título                           | Produtor(s) | Duração |  |
| 1.    | "Hennesey N Buddah" (com Kokane) | Dr. Dre     | 4:12    |  |

## Desempenho nas paradas
| Paradas (2001) | Melhor posição |
| -------------- | -------------- |
| França (SNEP)  | 41             |